# Torni-lehti
Torni-lehti var en finländsk gastronomisk tidskrift som utgavs av Hotell Torni åren 1959–1972. Huvudredaktör var hotellets direktör Jorma Soiro. Tidskriftens första nummer trycktes i 7500 exemplar och som mest hade man en upplaga på 46 000.
Medan andra tidskrifter om mat, matlagning och drycker i Finland vid den tiden främst var hushållstidningar med kvinnor som målgrupp skilde sig Torni-lehti genom att förmedla internationell gastronomi.
I samband med hotellets 80-årsjubileum 2011 utgavs fyra nya nummer av Torni-lehti.